# Pastempomat
Pastempomat – trzecia z kolei piosenka i trzeci singel z drugiego albumu Dawida Podsiadły pt. Annoyance and Disappointment. Wybór singla muzyk ogłosił na festiwalu Spring Break 2016. Tytuł piosenki to zlepek dwóch wyrazów, które występują w tekście utworu po sobie "pas, tempomat". Tak wypowiedział się o genezie tytułu artysta:

Moja dziewczyna nie mogła zrozumieć, co ja tam śpiewam w tej zwrotce. W końcu spytała, co to jest „pastempomat”? Uznałem, że trzeba uhonorować pytanie mojej wybranki i ten dziwny zwrot wrzuciłem do tytułu.

.

## Notowanie
- Lista Przebojów Trójki: 1[3]
- Raga Top Radio Olsztyn: 13[4]
- Lista Przebojów Radia Zet: 7[5]
- Wietrzne Radio: 2[6]

## Certyfikat
| Kraj          | Certyfikat         | Sprzedaż |
| ------------- | ------------------ | -------- |
| Polska (ZPAV) | 4× platynowa płyta | 200 000+ |